# Büsserach
Büsserach is een gemeente en plaats in het Zwitserse kanton Solothurn en maakt deel uit van het district Thierstein.
Büsserach telt 1920 inwoners.